# Comocladia loxensis
Comocladia loxensis är en sumakväxtart som beskrevs av Carl Sigismund Kunth. Comocladia loxensis ingår i släktet Comocladia och familjen sumakväxter. Inga underarter finns listade i Catalogue of Life.